# Accord multilatéral sur l'environnement
Pour les articles homonymes, voir AME.

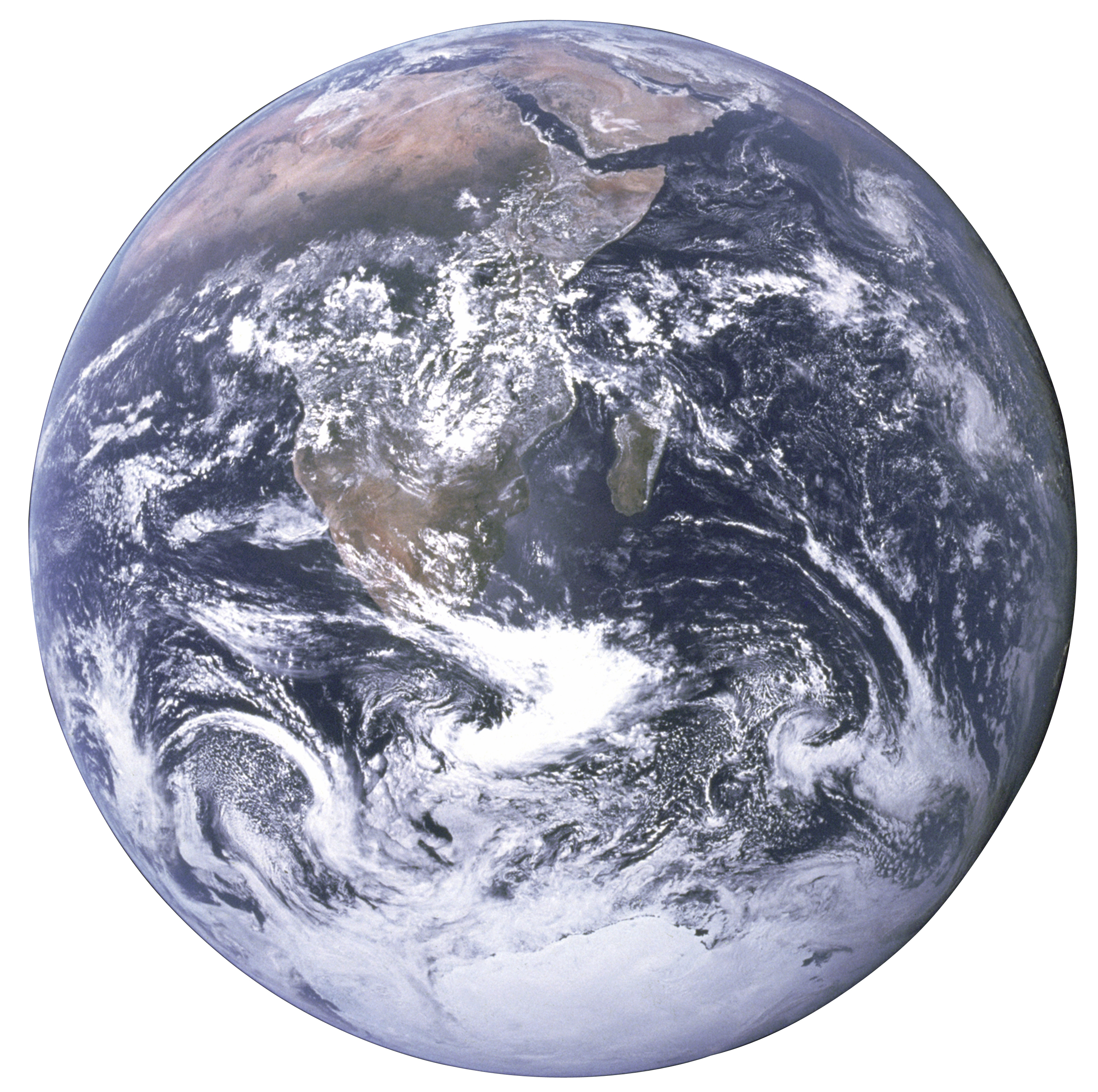
"Le Marbre Bleu" : photographie de la Terre prise le 7 décembre 1972 par l'équipage du vaisseau spatial Apollo 17 en route vers la Lune à une distance d'environ 29 000 kilomètres.

Un accord multilatéral sur l'environnement (AME) est un accord juridiquement contraignant entre trois ou plusieurs États relatifs à l'environnement. Ils sont principalement produits par l'Organisation des Nations unies.
La grande majorité des AME ont été produites depuis la Conférence des Nations unies sur l'environnement humain (plus connue sous le nom de Conférence de Stockholm) en 1972.
La communauté internationale a signé plus de 500 traités internationaux depuis la Conférence des Nations unies sur l'environnement humain à Stockholm. La plupart de ces accords multilatéraux sur l'environnement (AME) ont été négociés et ratifiés et donc obliger les parties, directement ou indirectement et dans une mesure différente, à mettre en œuvre des procédures de suivi et d'évaluation du statut de l'environnement sur une base régulière, ainsi que sur leurs efforts pour lutter contre la dégradation de l'environnement 